# Aleksei Aleksandrovich Aravin
Bản mẫu:Eastern Slavic name
Aleksei Aleksandrovich Aravin (tiếng Nga: Алексей Александрович Аравин; sinh ngày 9 tháng 7 năm 1986) là một cầu thủ bóng đá người Nga. Anh thi đấu cho FC Sibir Novosibirsk.

## Sự nghiệp
Anh ra mắt chuyên nghiệp tại Russian Second Division năm 2006 cho F.K. SKA Rostov-on-Don. Anh thi đấu one game for the maở F.K. Lokomotiv Moskva team tại Cúp quốc gia Nga.
Vào ngày 2 tháng 7 năm 2014, Aravin ký bản hợp đồng 2 năm cùng với Anzhi Makhachkala.